# Keensburg
Keensburg és una població dels Estats Units a l'estat d'Illinois. Segons el cens del 2000 tenia 252 habitants.

## Demografia
Segons el cens del 2000, Keensburg tenia 252 habitants, 102 habitatges, i 73 famílies. La densitat de població era de 374,2 habitants/km².
Dels 102 habitatges en un 26,5% hi vivien nens de menys de 18 anys, en un 64,7% hi vivien parelles casades, en un 6,9% dones solteres, i en un 27,5% no eren unitats familiars. En el 21,6% dels habitatges hi vivien persones soles el 6,9% de les quals corresponia a persones de 65 anys o més que vivien soles. El nombre mitjà de persones vivint en cada habitatge era de 2,47 i el nombre mitjà de persones que vivien en cada família era de 2,91.
Per edats la població es repartia de la següent manera: un 21,4% tenia menys de 18 anys, un 9,5% entre 18 i 24, un 31,3% entre 25 i 44, un 27,4% de 45 a 60 i un 10,3% 65 anys o més.
L'edat mediana era de 37 anys. Per cada 100 dones de 18 o més anys hi havia 102 homes.
La renda mediana per habitatge era de 30.375 $ i la renda mediana per família de 36.500 $. Els homes tenien una renda mediana de 27.500 $ mentre que les dones 18.750 $. La renda per capita de la població era de 14.889 $. Aproximadament el 4,2% de les famílies i el 5,6% de la població estaven per davall del llindar de pobresa.

## Poblacions més properes
El següent diagrama mostra les poblacions més properes.